# Buceș, Hunedoara

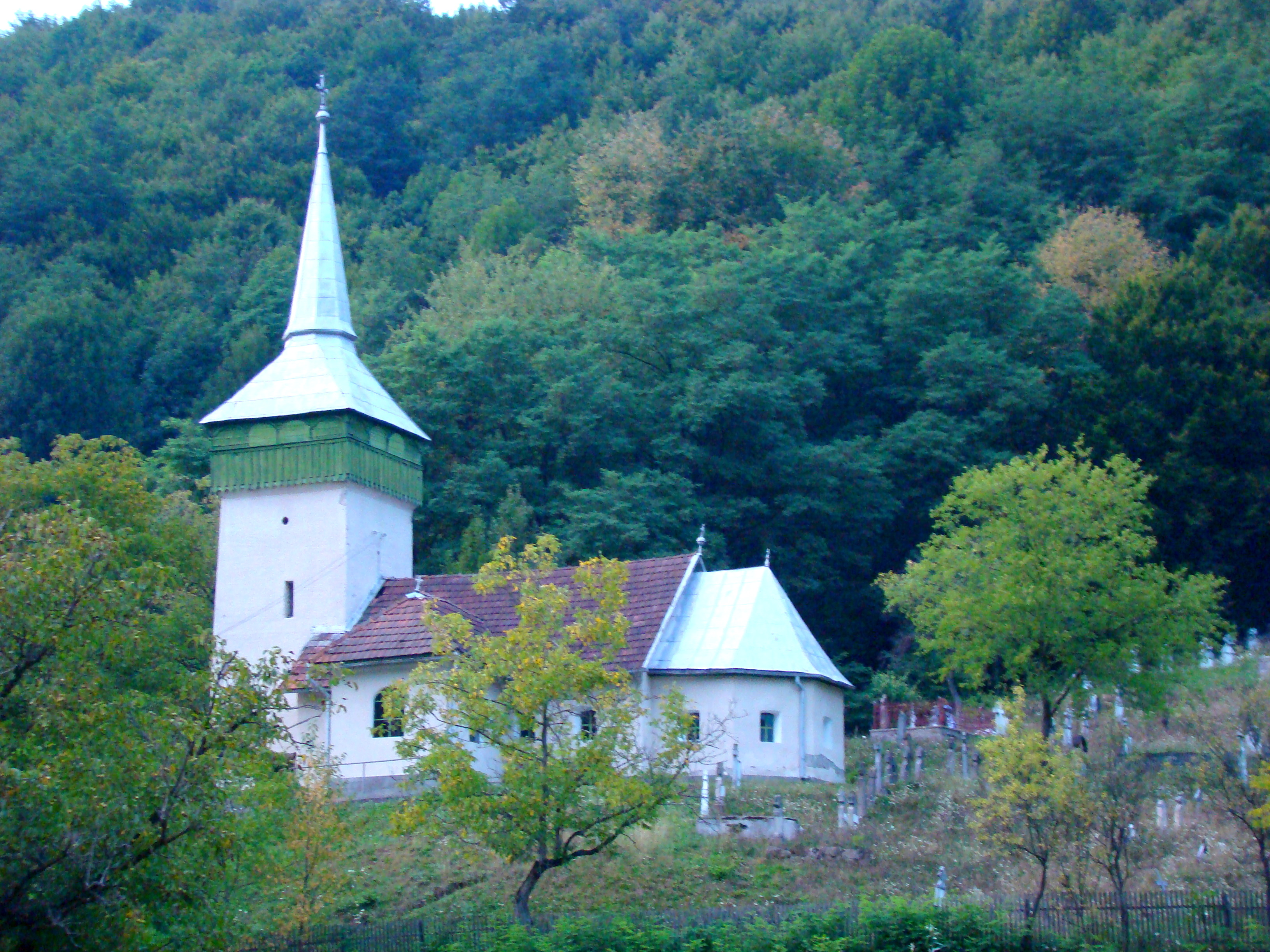
Biserica Adormirea Maicii Domnului (1852)

Buceș este satul de reședință al comunei cu același nume din județul Hunedoara, Transilvania, România.

## Geografie

### Localizare
Comuna Buceș este situată în N-E județului Hunedoara, fiind nu doar la graniță cu județul Alba ci ținând și loc de hotar între Țara Zarandului și Țara Moților prin Pasul Buceș. 
Așezată în coasta Munților Apuseni, fiind străjuită la N-V de Munții Bihorului și la S-E de Munții Metaliferi, comuna Buceș se învecinează cu:
- com. Ciuruleasa, Almașu Mare și orașul Zlatna la N și N-E
- com. Balșa în S
- com. Crișcior și Bucureșci în S-V
- com. Ribița și mun. Brad în V
- com. Blăjeni în N-V

Comuna se întinde pe o suprafață de mai bine de 122 km², aceasta reprezentând 5,8 % din suprafața întregului județ. 

#### Distanțe
- Buceș - Abrud: 14 km
- Buceș - Brad: 23 km
- Buceș - Deva: 59 km
- Buceș - Cluj-Napoca: 140 km
- Buceș - București: 457 km (via Deva) și 433 km (via Abrud - Alba Iulia)

#### Rețeaua de drumuri comunale și județene
- DJ 742A : Buceș - Tarnița, Izvoru Ampoiului (jud. Alba)
- DJ 705D: Buceș - Stănija spre Boiu - Geoagiu - Orăștie
- DC 13A: legătura cu satul Grohotele
- DC 13B: legătura cu satele Dupăpiatră - Cornițel - Serbaia
- DC 12: legătura din DN 74 spre Blăjeni

#### Altitudine
Altitudinea medie pe teritoriul comunei este de 300 m. Centrul comunei este situat la 450 m altitudine, iar altitudinea maximă este atinsă în Vârful Vulcan (1257m).

### Relief
Comuna Buceș se întinde pe două formațiuni geologice principale:
• roci bazice, formate din calcare, calcare litologice, noduloase și dolomitice din Cretacic și Jurasic( 3%);
• roci acide, formate din pragnaise, micașisturi și gresii (97%).
Din acestea s-au dezvoltat în zonă soluri brune lumezobazice, și mai puțin soluri brune luvice, renzine și litosoluri.
Pe teritoriul comunei Buceș se regăsește un relief complex, cu altitudini cuprinse între 200m (râul Crișul Alb) și 1257 m (Vârful Vulcan). Lanțurile muntoase din zonă au o succesiune de culmi domoale, ușor accesibile și circulabile, constituind un potențial turistic ridicat.

### Rețea hidrografică
Rețeaua hidrografică este bine reprezentată de văi și pârâie cu debite variabile pe timpul verii. Direcția generală de scurgere a apelor este de la sud la vest. 
Teritoriul comunei este brăzdat de mai multe cursuri de apă, printre cele mai importante numărându-se:
- Crișul Alb - principalul curs de apă aflat în partea dreaptă a comunei
- Râul Vulcan
- Râul Valea Satului
- Râul Stănija
- Râul După Piatră
- Râul Artan

Pe lângă resursele de apă de suprafață merită a fi amintite rețeaua de ape subterane, care are o importanță majoră în alimentarea cu apă a gospodăriilor.

### Faună și floră
Pe teritoriul comunei pădurile de foioase alternează molcolm cu suprafețele întinse de pășuni și fânețe. 

## Economie

### Turism

#### Obiective turistice
- Troița de la Mihăileni
- Grupul statuar din centrul satului Buceș - troița monument, bustul lui Simion Groza, monumentul eroilor
- Crucea de la Cheia, zona în care are loc tradiționala "Întâlnire a moților cu istoria"
- Cabana "Poiana cu dor" situată pe valea Artanului, la Mihăileni
- Pădurea de mesteceni de la Cornițel
- Pădurea de tei de la Mihăileni
- Peștera "Huda Dracului"
- Peștera Biserica Dracului numită și "Peștera de la Brădișor".
- Vârful Grohotiș
- Muntele Vulcan Rezervația naturală este constituită dintr-un masiv muntos izolat format din calcare recifale jurasice albe ce adăpostește peste 435 de specii de plante, unele ocrotite.
- Podul natural de la Grohot, (15 km de Țebea).
- Cheile Ribicioarei ( 12 km de Țebea) și Peștera "Cismei" cu urme fosile din neolitic.
- Calcarele din Dealul Măgura (50 km de Muntele Vulcan), localizate pe teritoriul comunei Băița.
- Rezervația naturală Boholt accesibilă de pe drumul comunal Soimuș – Boholt.
- Rezervația naturală Măgurile Săcărâmbului rezervație de fagi albi, numită de localnici "pădurea de argint".
- Pădurea Bejan Rezervație de tip forestier aflată în apropierea municipiului Deva.
- Rezervația Naturală Dealul Colț și Dealul Zănoaga Rezervație naturală botanică întinsă pe o suprafață de 78,4 ha.
- Dealul Cetății Deva la poalele dealului Cetății se desfășoară chiar centrul civic al orașului Deva.
- Pădurea Chizid din municipiul Hunedoara este o rezervație botanică de categoria a IV-a, cu o suprafață de 50 ha, ce reprezintă un valoros document fitogeografic privitor la etajarea forestieră și un vestigiu al diversității ecosistemelor inițiale. Căi de acces: din DN 68B care unește municipiile Deva și Hunedoara, sau din stația CFR Hunedoara.
- Rezervația Naturală Arboretum (10 km de Deva). Rezervație dendrologică.
- Rezervația Naturală Măgura Uroiului se află pe teritoriul orașului Simeria și reprezintă un sit unic prin bogăția enclavelor, geodelor și prin varietatea mineralogică.
- Rezervația Naturală Tufurile Calcaroase din Valea Bobâlna Acces din DJ 107 A; în dreptul localității Bobâlna se înaintează pe Valea Bobâlnii cca. 1 km (în amunte) până la limita sudică a rezervației.
- Biserica de zid Sf. Nicolae din Crișcior datează din secolul XIV
- Galeria de mină " 12 Apostoli" și "Treptele romane" de la Ruda-Brad (Musariu)
- Muzeul Aurului și Muzeul de etnografie din Brad

#### Ocupații tradiționale
- ceramist
- cojocar
- cusătorese costume populare
- cioplitor piatră
- vărar
- constructor de cabane din lemn
- tâmplar
- sculptor în lemn, mobilier
- potcovar, fierar
- rotar
- morar
- măcelar - mezelar
- socacită (bucătăreasă pentru nunți, botezuri, mese colective sau festive)
- căutător de aur

#### Pensiuni
Pe teritoriul comunei Buceș sunt deschise oaspeților 18 pensiuni agroturistice, în fiecare din cele 7 sate componente ale comunei găsindu-se cel puțin o pensiune agroturistică.

### Altele
- Cotidian județean independent Hunedoara
- Muntele Vulcan
- Escaladă pe Muntele Vulcan Arhivat în 11 mai 2009, la Wayback Machine.
- Ultimul căutător de aur[nefuncțională]